# Gioia dei Marsi
Gioia dei Marsi község (comune) Olaszország Abruzzo régiójában, L’Aquila megyében.

## Fekvése
A megye déli részén fekszik. Határai: Bisegna, Lecce nei Marsi, Ortona dei Marsi, Ortucchio, Pescasseroli és Pescina.

## Története
Első írásos említése a 12. századból származik, bár a régészeti leletek tanúsága szerint már az ókorban lakott vidék volt. A következő századokban nemesi birtok volt. Önállóságát a 19. század elején nyerte el, amikor a Nápolyi Királyságban felszámolták a feudalizmust. Korabeli épületeinek nagy része az 1915-ös és 1984-es földrengésekben elpusztult.

## Népessége
A népesség számának alakulása:

## Főbb látnivalói
- Santa Maria dell’Assunta-templom
- Madonna dell’Alpino-templom